# Krzysztof Krawczyk (lekkoatleta)
Krzysztof Piotr Krawczyk (ur. 28 stycznia 1962 w Wałbrzychu) – polski lekkoatleta, skoczek wzwyż. Absolwent Zespołu Szkół nr 4 w Wałbrzychu.

## Osiągnięcia
Zawodnik Górnika Wałbrzych i AZS-AWF Wrocław. Finalista olimpijski z Seulu (1988) – 12. miejsce (2,31 m). Mistrz Europy juniorów (1981 – 2,26 m), piąty zawodnik mistrzostw Europy Stuttgart 1986 (2,28 m), szósty skoczek halowych mistrzostw świata Budapeszt 1989 (2,28 m). W zawodach Pucharu Europy 1987 zajął 3. pozycję (2,26 m). Zdobywca Złotych Kolców (1986). Mistrz Polski na stadionie (1987) i w hali (1989). Halowy mistrz Węgier (1987).

## Rekordy życiowe
Na stadionie
- skok wzwyż – 2,32 m (6 sierpnia 1988, Lublin) – 7. wynik w historii polskiej lekkoatletyki[2]

W hali
- skok wzwyż – 2,30 m (1987)